# Oxid rhoditý
Oxid rhoditý (Rh2O3) je oxidem rhodia, které je v něm přítomno v oxidačním stavu III.

## Výroba
- Reakcí rhodia a hydroxidu sodného za přítomnosti hydrogensíranu draselného:

Rh + 3 NaOH → Rh(OH)3 + 3 Na

## Použití
Nejvíce oxidu rhoditého se používá na výrobu katalyzátorů.